# 丽水桥
28°20′32″N 120°44′27″E / 28.342281°N 120.740785°E
丽水桥为位于中国浙江省温州市永嘉县岩头镇下村下殿的一座三孔石梁桥，东西向跨丽水河，建于明嘉靖三十七年（1558）。桥长12米，宽3.8米，净跨4米，桥墩以方柱并列，上置帽梁石，桥面以石板直铺，分三段各九根，南侧刻有桥名，北侧刻有“明嘉靖戊午仲秋吉旦金氏建”题记。